# گرین نول (نیوجرسی)
گرین نول (به انگلیسی: Green Knoll) یک منطقهٔ مسکونی در ایالات متحده آمریکا است که در بریجواتر، نیوجرسی واقع شده‌است. گرین نول ۱۲٫۱۹۹ کیلومتر مربع مساحت و ۶٬۲۰۰ نفر جمعیت دارد و ۵۶ متر بالاتر از سطح دریا واقع شده‌است.